# Enrique Fernández Viola
Enrique Fernández Viola (Montevideo, 10 de juny de 1912 - Montevideo, 6 d'octubre de 1985) fou un futbolista i entrenador de futbol uruguaià.

## Trajectòria
El gener de 1935, mentre jugava al Nacional de Montevideo, Fernández guanyà amb la selecció de l'Uruguai el Campionat Sud-americà de l'any 1935. Després fitxà pel FC Barcelona on, dirigit per Franz Platko i Patrick O'Connell, ajudà a guanyar el Campionat de Catalunya dos cops i arribà a la final de la Copa d'Espanya de 1936. Jugà 17 partits de lliga i marcà 8 gols en aquesta competició i un total de 39 partits i 22 gols al club. Durant aquests anys jugà tres partits amb la selecció catalana de futbol, un d'ells el 19 de gener de 1936, al Camp de Les Corts en un partit d'homenatge a Josep Samitier davant el SK Sidenice de Txecoslovàquia. En esclatar la Guerra Civil, Fernández es trobava a Montevideo i el club li va dir que no tornés.
Després de la seva retirada com a futbolista per una lesió de genoll, Fernández inicià una brillant carrera d'entrenador iniciada el 1946 al Nacional, amb el qual guanyà el campionat local. El 1947 retornà al Barça on, dirigint un brillant grup de jugadors entre els quals hi havia Velasco, Ramallets i Estanislau Basora, aconseguí guanyar dues lligues consecutives els anys 1948 i 1949, i una Copa Llatina aquest darrer any. El 1950 fou reemplaçat per Ferran Daucik.
Fernández retornà al Nacional de Montevideo, on guanyà una segona lliga el 1950. Posteriorment entrenà el Reial Madrid de Di Stefano, Gento, Miguel Muñoz, Luis Molowny i Héctor Rial i guanyà la lliga, la primera del club blanc des de 1933. També entrenà el Reial Betis durant 10 partits la temporada 1959-60, la selecció uruguaiana el 1961 i el Gimnasia La Plata.

## Palmarès

### Palmarès com a jugador
Nacional
- Lliga uruguaiana de futbol: ?

Uruguai
- Copa Amèrica de futbol: 1
  - 1935

FC Barcelona
- Campionat de Catalunya de futbol: 1
  - 1934-35, 1935-36

### Palmarès com a entrenador
Nacional
- Lliga uruguaiana de futbol: 2
  - 1946, 1950

FC Barcelona
- Lliga espanyola de futbol: 2
  - 1947-48, 1948-49
- Copa Llatina: 1
  - 1949
- Copa Eva Duarte: 1
  - 1948

Reial Madrid
- Lliga espanyola de futbol: 1
  - 1953-54